# Eli Cohen
Eli Cohen (en hebreo: אלי כהן‎; Alejandría, 26 de diciembre de 1924-Damasco, 18 de mayo de 1965) fue un espía israelí nacido en Egipto. Es conocido por su trabajo de espionaje en Siria, donde desarrolló estrechas relaciones con la jerarquía política y militar siria entre 1961 y 1965.

## Biografía

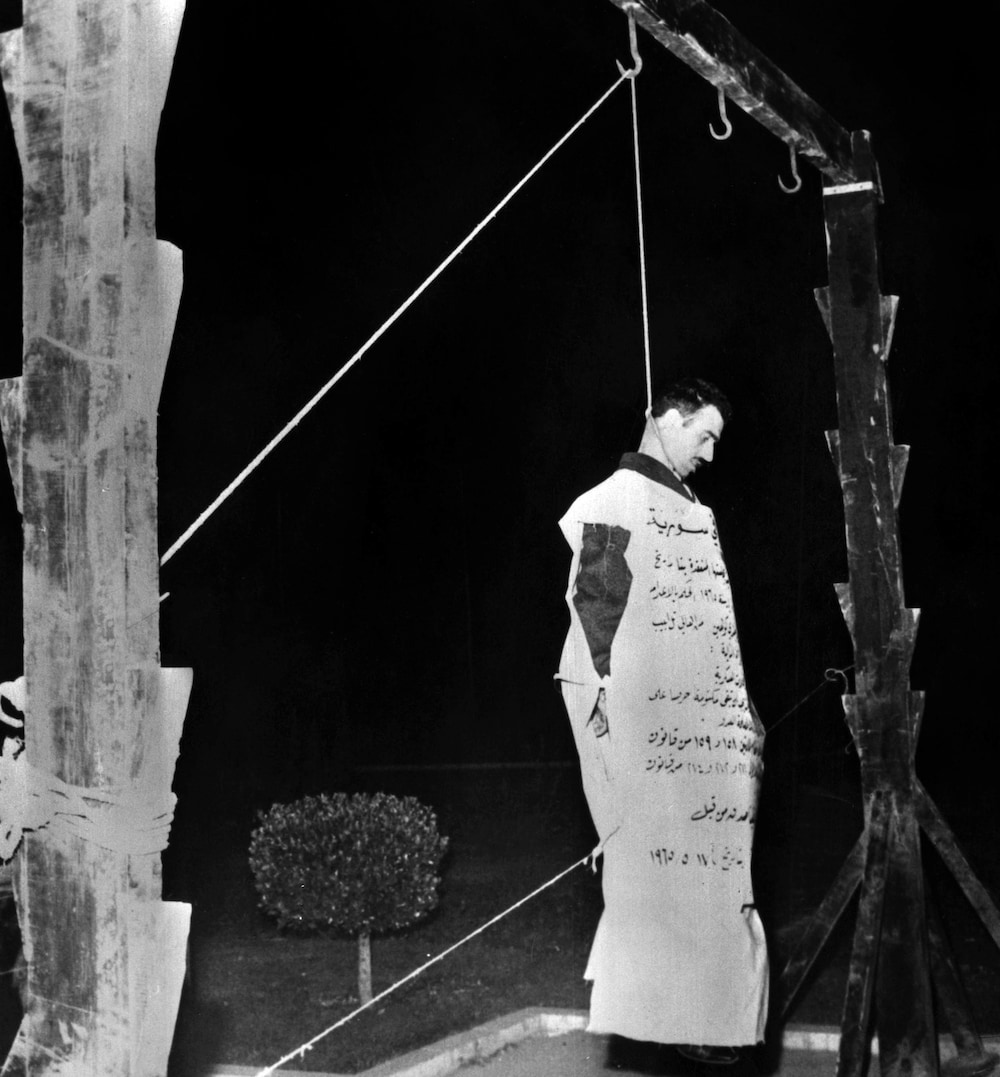
Eli Cohen, ahorcado públicamente en la plaza Marjeh, Damasco, el 18 de mayo de 1965

Cohen nació en Alejandría, Egipto, en el seno de una familia de judíos mizrahi. Su padre había emigrado de Alepo, en el Imperio Otomano, en 1914. Profundamente comprometido con el judaísmo, Cohen había planeado en su juventud convertirse en rabino con la orientación de Moses Ventura (1893-1978), rabino mayor de Alejandría, pero la yeshiva de la ciudad pronto cerró, lo que le impulsó a cursar estudios superiores en la Universidad de El Cairo. Sionista acérrimo, ayudó a Israel a evacuar a la comunidad judía egipcia ayudando a la inteligencia israelí en todo Egipto. También hablaba con fluidez cinco idiomas: árabe, hebreo, inglés, francés y español.
Eli Cohen fue reconocido como uno de los más exitosos espías de los tiempos modernos. Nacido en Alejandría, Egipto, de padres judíos sirios de Alepo, contribuyó a actividades proisraelíes en su país en los años 1950, pero la parte más importante de su carrera comenzó cuando fue reclutado por la inteligencia militar israelí en 1960. Se le dotó de una identidad falsa como un árabe sirio que volvía a Siria tras vivir en Argentina. Para establecer su coartada, Cohen se fue a Argentina en 1961 y al año siguiente se mudó a Damasco. Durante los siguientes años, usando el apodo de Kamel Amin Tsa'abet (pronunciado habitualmente como Sa'bet o Tha'bet), Cohen se ganó la confianza de varios militares sirios y oficiales del gobierno, y envió mensajes de inteligencia a Israel por radio, cartas secretas y, ocasionalmente, visitando Israel en persona. 
Su logro más famoso fue su viaje a las fortificaciones sirias de los Altos del Golán. En 1964 su control fue transferido al Mossad como parte de la reorganización llevada a cabo en los sistemas de inteligencia israelíes. 
En enero de 1965 fue hallado in fraganti por expertos soviéticos enviando mensajes de radio y por este hecho fue condenado por espionaje. A pesar de los esfuerzos internacionales para que Siria cambiase la sentencia de muerte, incluso del papa Pablo VI, acabó siendo ahorcado públicamente en la plaza Marjeh de Damasco. Su cuerpo se mantuvo colgado durante seis horas, con un cartel en el que se describían sus «crímenes» y su «servicio al enemigo».
Al día de hoy, Siria rechaza devolver los restos de Eli Cohen a su familia para un entierro en Israel.

## Logros

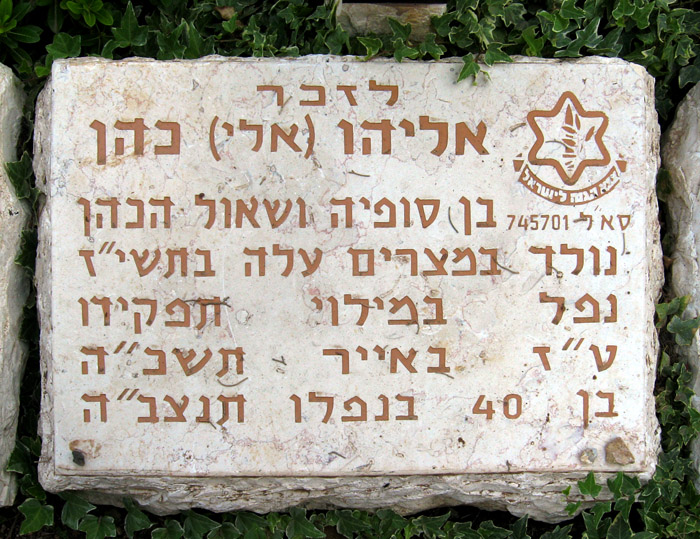
Monumento en su honor en el Monte Herzl, Jerusalén.

Cohen hizo amistad con generales de alta graduación. Después de que Háfez al-Ásad se convirtiera en primer ministro, Eli Cohen fue considerado como un potencial candidato a Viceministro de Defensa sirio.
A pesar de que la historia puede ser apócrifa, muchos dicen que Cohen sugirió que se plantaran eucaliptos alrededor de los búnqueres militares sirios y de los morteros en los Altos del Golán que apuntaban a Israel. De esa manera, Cohen arguyó que esos árboles proporcionarían cobertura natural para los puestos avanzados. Después de que esta sugerencia fuese llevada a cabo por los militares sirios, Cohen envió esta información a Israel, cuya aviación — usando estos árboles recién plantados como guía — destruyó fácilmente la mayoría de las bases durante la Guerra de los Seis Días.
Cohen también conoció un importante plan secreto sirio para tener tres líneas de búnqueres y morteros unos al lado de los otros para engañar a los militares israelíes, que sólo sabrían de uno cada vez.
Mientras se encontraba en Siria, Eli Cohen fue capaz de colectar amplia información sobre los pilotos de las Fuerzas Aéreas Sirias, incluyendo sus nombres y códigos reales e información de sus familias. Según su hermano y compañero del Mossad, Maurice Cohen, el objetivo sirio de Eli Cohen era el tercero en la línea de sucesión para convertirse en presidente de Siria cuando fue descubierto.
Es considerado un héroe en Israel porque sus logros de espionaje fueron un factor decisivo en el resultado de la Guerra de los Seis Días. El libro Un espía que llegó de Israel escrito por dos periodistas israelíes Ben Dan, relata su testimonio desde su reclutamiento en el servicio secreto de Israel hasta la forma en que fue ganándose la amistad y confianza de los altos mandos sirios, finalmente es descubierto y llevado a juicio en donde es condenado a muerte. La película de 1987 The Impossible Spy está basada en su vida. En el año 2019, Netflix estrenó una miniserie basada en su vida titulada El espía, la cual está protagonizada por Sacha Baron Cohen en el papel de Eli Cohen.
Es honrado en el Museo Internacional del Espionaje en Washington D. C., y el Mossad rindió homenaje a Eli Cohen con la apertura de un museo en su memoria.